# Gérard Larrousse
Gérard Gilles Marie Armand Larrousse (Lione, 23 maggio 1940) è un ex pilota automobilistico e dirigente sportivo francese.

## Carriera
Prima di dedicarsi alle corse in circuito, Larrousse fece suo il campionato francese rally con una Alpine A110. Ma i suoi più grandi successi internazionali li ottenne al volante di una Porsche 911, con cui conquistò il Tour de Corse nel 1969 e si piazzò al secondo posto al Rally di Monte Carlo nel 1969, 1970 e 1972. Tra i rally corsi sullo sterrato, è da segnalare il suo sesto posto al RAC Rally del 1970.

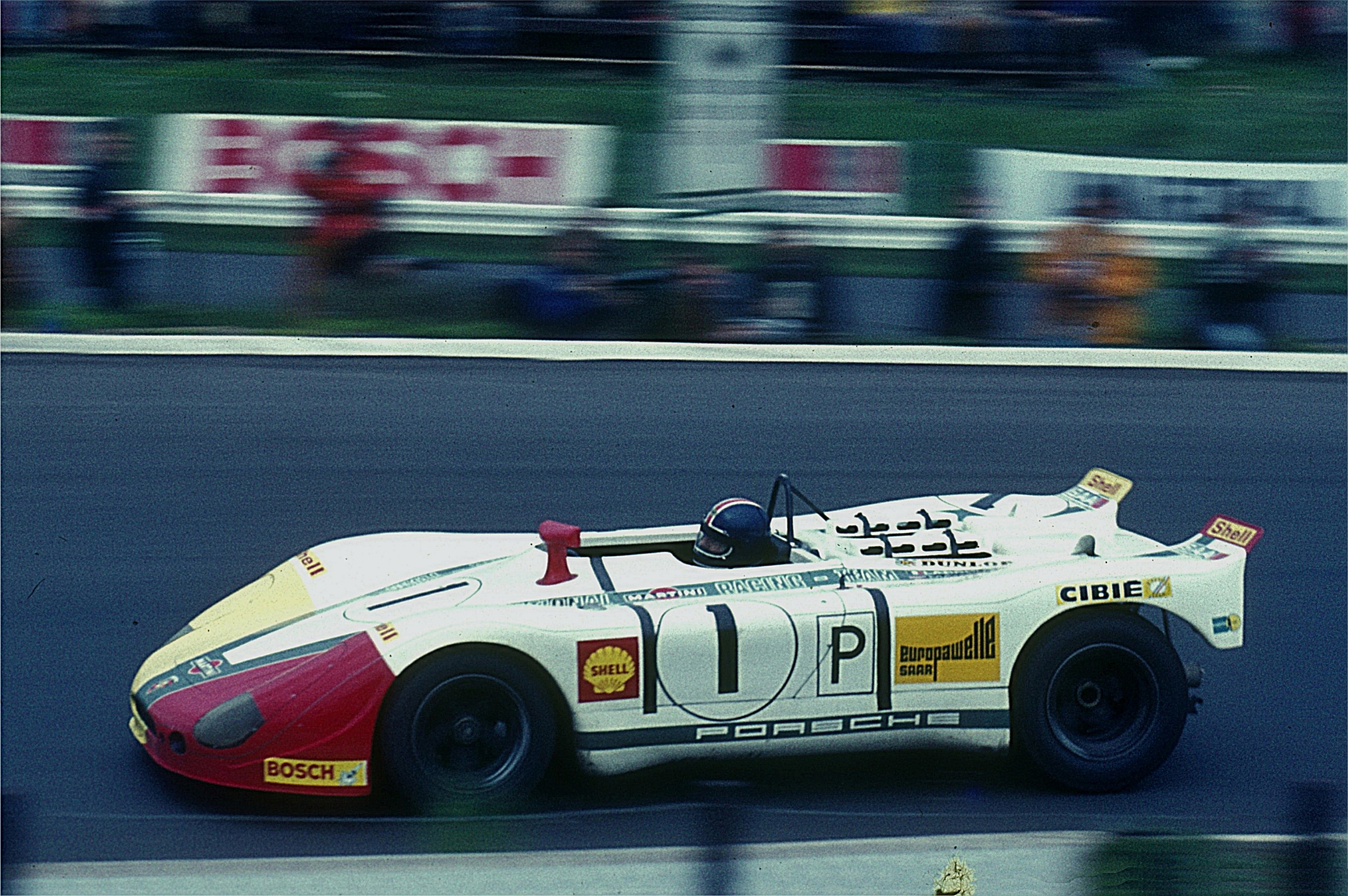
Gérard Larrousse guida una Porsche 908/02 al Nürburgring nel 1970.

In Formula 1 ha collezionato solo 2 partecipazioni ai Gran Premi del Belgio e a quello di Francia (non qualificato) del 1974 senza ottenere alcun punto mondiale.
Nella sua carriera è stato vincitore della Targa Florio nello stesso anno 1974 e si è distinto nelle gare di durata come la 24 ore di Le Mans dove ha collezionato 2 vittorie. Nel 1975 si è inoltre classificato al 2º posto nel Gran Premio di Enna presso l'autodromo di Pergusa.
Dopo il ritiro dalle gare ha svolto per alcuni anni le funzioni di direttore sportivo presso la Renault per passare in seguito alla Ligier ed infine, con poca fortuna, tentare l'esperienza di gareggiare nella massima formula con un suo team.

## Risultati

### Risultati in F1
| 1974 | Scuderia         | Vettura      |  |  |  |  |     |  |  |  |    |  |  |  |  |  |  | Punti | Pos. |
| ---- | ---------------- | ------------ |  |  |  |  | --- |  |  |  | -- |  |  |  |  |  |  | ----- | ---- |
| 1974 | Scuderia Finotto | Brabham BT42 |  |  |  |  | Rit |  |  |  | NQ |  |  |  |  |  |  | 0     |      |

| Legenda | 1º posto     | 2º posto | 3º posto    | A punti         | Senza punti/Non class.  | Grassetto – Pole position Corsivo – Giro più veloce |
| Legenda | Squalificato | Ritirato | Non partito | Non qualificato | Solo prove/Terzo pilota | Grassetto – Pole position Corsivo – Giro più veloce |

### Risultati nella 24 Ore di Le Mans
| Anno | Classe | N° | Gomme | Vettura                                   | Squadra                        | Co-piloti                           | Giri | Pos. Assol. | Pos. di Classe |
| ---- | ------ | -- | ----- | ----------------------------------------- | ------------------------------ | ----------------------------------- | ---- | ----------- | -------------- |
| 1967 | P 1.15 | 56 | D     | Alpine A210 Renault-Gordini 1.0L I4       | Ecurie Savin-Calberson         | Patrick Depailler                   | 204  | DNF         | DNF            |
| 1968 | P 3.0  | 28 | M     | Alpine A220 Renault-Gordini 3.0L V8       | Société des Automobiles Alpine | Henri Grandsire                     | 59   | DNF         | DNF            |
| 1969 | P 3.0  | 64 | D     | Porsche 908 Porsche 3.0L Flat-8           | Porsche System Engineering     | Hans Herrmann                       | 372  | 2º          | 1º             |
| 1970 | S 5.0  | 3  | G     | Porsche 917L Porsche 4.5L Flat-12         | Martini Racing Team            | Willybert "Willi" Kauhsen           | 338  | 2º          | 2º             |
| 1971 | S 5.0  | 21 | F     | Porsche 917L Porsche 4.9L Flat-12         | Martini Racing Team            | Victor Henry "Vic" Elford           | 74   | DNF         | DNF            |
| 1972 | S 3.0  | 8  | G     | Lola serie T280 Ford Cosworth DFV 3.0L V8 | Ecurie Bonnier Switzerland     | Joakim "Jo" Bonnier Gijs van Lennep | 213  | DNF         | DNF            |
| 1973 | S 3.0  | 11 | G     | Matra Simca MS670B Matra 3.0L V12         | Matra Simca Shell              | Henri Jacques William Pescarolo     | 355  | 1º          | 1º             |
| 1974 | S 3.0  | 7  | G     | Matra Simca MS670C Matra 3.0L V12         | Equipe Gitanes                 | Henri Jacques William Pescarolo     | 337  | 1º          | 1º             |

### Risultati nelle 12 Ore di Sebring
| Anno    | Scuderia                          | Costruttore | Vettura         | Numero | Categoria       | Classe | Co-Pilota                                  | Giri | Risultato di classe | Risultato assoluto |
| ------- | --------------------------------- | ----------- | --------------- | ------ | --------------- | ------ | ------------------------------------------ | ---- | ------------------- | ------------------ |
| 1969    | Wicky Racing Team                 | Porsche     | Porsche 911T    | 52     | Gran Turismo    | GT 2.0 | André Wicky Jean Sage                      | 201  | 1°                  | 12°                |
| 1970    | International Martini Racing Team | Porsche     | Porsche 908/02  | 45     | Sport prototipo | P 3.0  | Richard James David Attwood Gerhard Koch   | 31   | SQ                  | SQ                 |
| 1970    | International Martini Racing Team | Porsche     | Porsche 908/02  | 46     | Sport prototipo | P 3.0  | Richard James David Attwood Gerhard Koch   | 236  | 5°                  | 7°                 |
| 1971    | Martini & Rossi Racing            | Porsche     | Porsche 917K    | 3      | Sport           | S      | Victor Henry "Vic" Elford                  | 260  | 1°                  | 1°                 |
| 1972    | Ecurie Bonnier                    | Lola        | Lola serie T280 | 12     | Sport           | S 3.0  | Joakim "Jo" Bonnier Reine Tore Leif Wisell | 213  | 3°                  | 6°                 |
| Legenda |                                   |             |                 |        |                 |        |                                            |      |                     |                    |

### Risultati ai 1000 km del Nürburgring
| Anno    | Scuderia                               | Costruttore | Vettura             | Numero | Categoria       | Classe | Co-Pilota                       | Giri | Risultato di classe | Risultato assoluto |
| ------- | -------------------------------------- | ----------- | ------------------- | ------ | --------------- | ------ | ------------------------------- | ---- | ------------------- | ------------------ |
| 1968    | Societé des Automobiles Alpine-Renault | Alpine      | Alpine A211         | 10     | Sport prototipo | P 3.0  | Patrick Depailler               | 41   | 4°                  | 9°                 |
| 1970    | International Martini Racing Team      | Porsche     | Porsche 908/02      | 1      | Sport prototipo | P 3.0  | Helmut Marko                    | 42   | 3°                  | 5°                 |
| 1971    | International Martini Racing Team      | Porsche     | Porsche 908/03      | 3      | Sport prototipo | P 3.0  | Victor Henry "Vic" Elford       | 44   | 1°                  | 1°                 |
| 1972    | Ecurie Bonnier                         | Lola        | Lola T290           | 17     | Sport           | S 2.0  | Joakim "Jo" Bonnier             | 39   | 2°                  | 6°                 |
| 1973    | Equipe Matra-Simca                     | Matra       | Matra MS670B        | 5      | Sport           | S 3.0  | Henri Jacques William Pescarolo | 1    | Rit                 | Rit                |
| 1974    | Equipe Gitanes                         | Matra       | Matra MS670C        | 2      | Sport           | S 3.0  | Henri Jacques William Pescarolo | 31   | 5°                  | 5°                 |
| 1975    | Renault Alpine S.A.                    | Alpine      | Renault Alpine A442 | 6      | Sport           | S 3.0  | Jean-Pierre Jabouille           | 43   | 4°                  | 4°                 |
| Legenda |                                        |             |                     |        |                 |        |                                 |      |                     |                    |

### Risultati nelle Targa Florio
| Anno    | Scuderia                   | Costruttore | Vettura        | Numero | Categoria       | Classe | Co-Pilota                 | Giri | Risultato di classe | Risultato assoluto |
| ------- | -------------------------- | ----------- | -------------- | ------ | --------------- | ------ | ------------------------- | ---- | ------------------- | ------------------ |
| 1967    | Societé Automobiles Alpine | Alpine      | Alpine A110    | 180    | Sport prototipo | P 2.0  | Jean-François Piot        | 4    | Rit                 | Rit                |
| 1969    | Porsche AG                 | Porsche     | Porsche 908/02 | 264    | Sport prototipo | P 3.0  | Rudolf "Rudi" Lins        | 8    | 7°                  | 21°                |
| 1970    | Martini International      | Porsche     | Porsche 908/02 | 26     | Sport prototipo | P 3.0  | Rudolf "Rudi" Lins        | 9    | 5°                  | 13°                |
| 1971    | Martini Team               | Porsche     | Porsche 908/03 | 8      | Sport prototipo | P 3.0  | Victor Henry "Vic" Elford | 7    | 3°                  | 39°                |
| Legenda |                            |             |                |        |                 |        |                           |      |                     |                    |